# Aldoin
Pour les articles homonymes, voir Audoin, Audouin et Alduin.
Aldoin (ou Aldouin, Alduin, Audoin, Audouin, Auduin ; en lombard germanique Aldwin ou Hildwin), neuvième roi des Lombards régnant entre les années 530 et le début des années 560. Il migre avec son peuple en Pannonie.

## Biographie
Successeur du roi Walthari, il devient fédéré de l'Empire byzantin (v. 541), obtenant un fœdus de la part de l'empereur Justinien Ier qui lui octroie la Pannonie et la Norique ainsi que des subsides.
Un opposant, Hildegis, cherchera à le renverser avec l'aide des Gépides.
En 551, il doit envoyer en Italie des mercenaires pour servir le général byzantin Narsès, en guerre contre les Ostrogoths, et en 552, ce ne sont pas moins de 5 000 guerriers lombards qui participent activement à la défaite ostrogothique sur les flancs du Vésuve (Mons Lactaris).
Vers 552, aidé par des renforts byzantins dirigés par Amalafrid, Aldoin bat les Gépides du roi Thorisind lors de la bataille d'Asfeld.
Il meurt païen ou arien au début des années 560. Son fils Alboïn, né de son union avec Rodelinde, fille du roi de Thuringe Hermanfred et d'Amalaberge, lui succède.

## Sources
- Paul Diacre, Histoire des Lombards, Livre I.